# Stumpenmühle
Die Stumpenmühle ist eine unter Denkmalschutz stehende ehemalige Wassermühle an der Glems in Schwieberdingen. Der Name wird davon abgeleitet, dass die Mühle einst bis auf die Grundmauern (Stumpen) abbrannte.

## Geschichte
Ihre Wurzeln reichen auf eine im Jahr 1424 im württembergischen Lagerbuch als „Haintzlin Mülin“ (d. h. die Mühle des Hans oder Heinz) erstmals urkundlich erwähnte Mühle zurück. 1495 findet der „Auberlin Müllerinn der Ober Mühl“ Erwähnung. Im Jahr 1603 wurde die Mühle an Wilhelm von Nippenburg verkauft, der sie seiner mit Johann Heinrich von Stockheim verheirateten Tochter Benedicta vermachte. Nachdem die inzwischen „Stumpenmühlin“ genannte Mühle um 1700 abbrannte, ließen Ernst Ludwig Leutrum von Ertingen und seine Gemahlin Juliane geborene von Stockheim im Jahr 1705 an gleicher Stelle eine neue Wassermühle errichten. 1813 wurde diese an Johann Balthas Schwegler verkauft.
Im Jahr 1836 besaß die Mühle ein Wasserrad, der durch einen 270 m langen, rechts von der Glems abgezweigten Kanal gespeist wurde. 1940 hatte die Mühle bereits drei oberschlächtige Wasserräder von 3,78 m bzw. 3,86 m Durchmesser und 0,91 m bzw. 1,18 m Breite. Sie nutzten ein Gefälle von 4,47 m und lieferten bei 270 l/s Wasserzufluss eine Rohleistung von 16,1 PS. Die Wasserräder wurden 1932 durch eine Francis-Turbine ersetzt. 1953 kam eine zweite Turbine, eine Ossberger-Turbine, hinzu.
Seit 1902 ist die Stumpenmühle im Besitz der Familie Nonnenmacher. Sie arbeitet heute mit drei doppelten Walzenstühlen und einem Schrotgang. Die Vermahlungskapazität beträgt vier Tonnen pro Tag. Die Mühlenprodukte werden sowohl an Bäckereien, wie auch an Privatkunden verkauft. Ein Mühlenladen ist vorhanden.

## Ansichten der Stumpenmühle

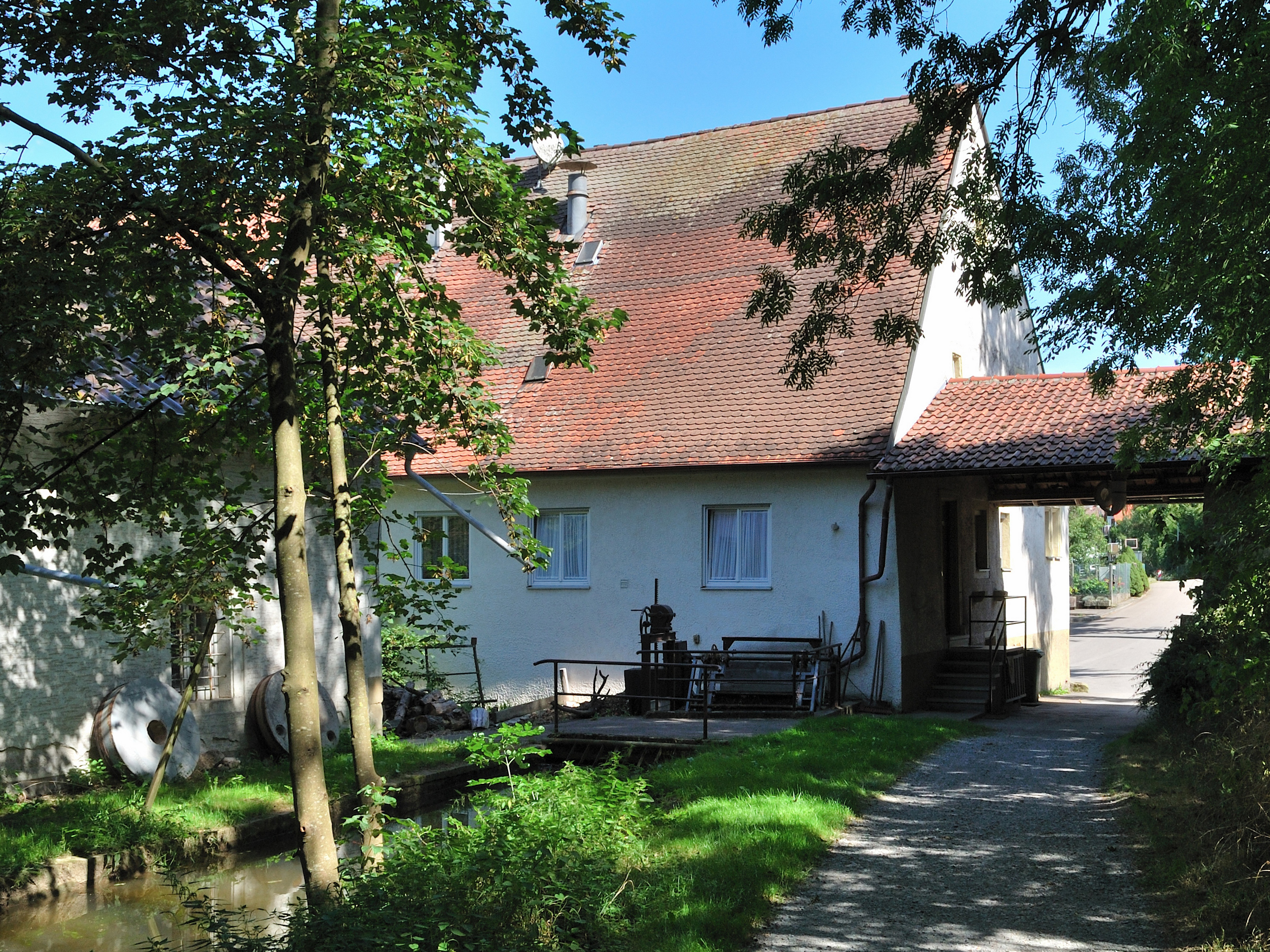
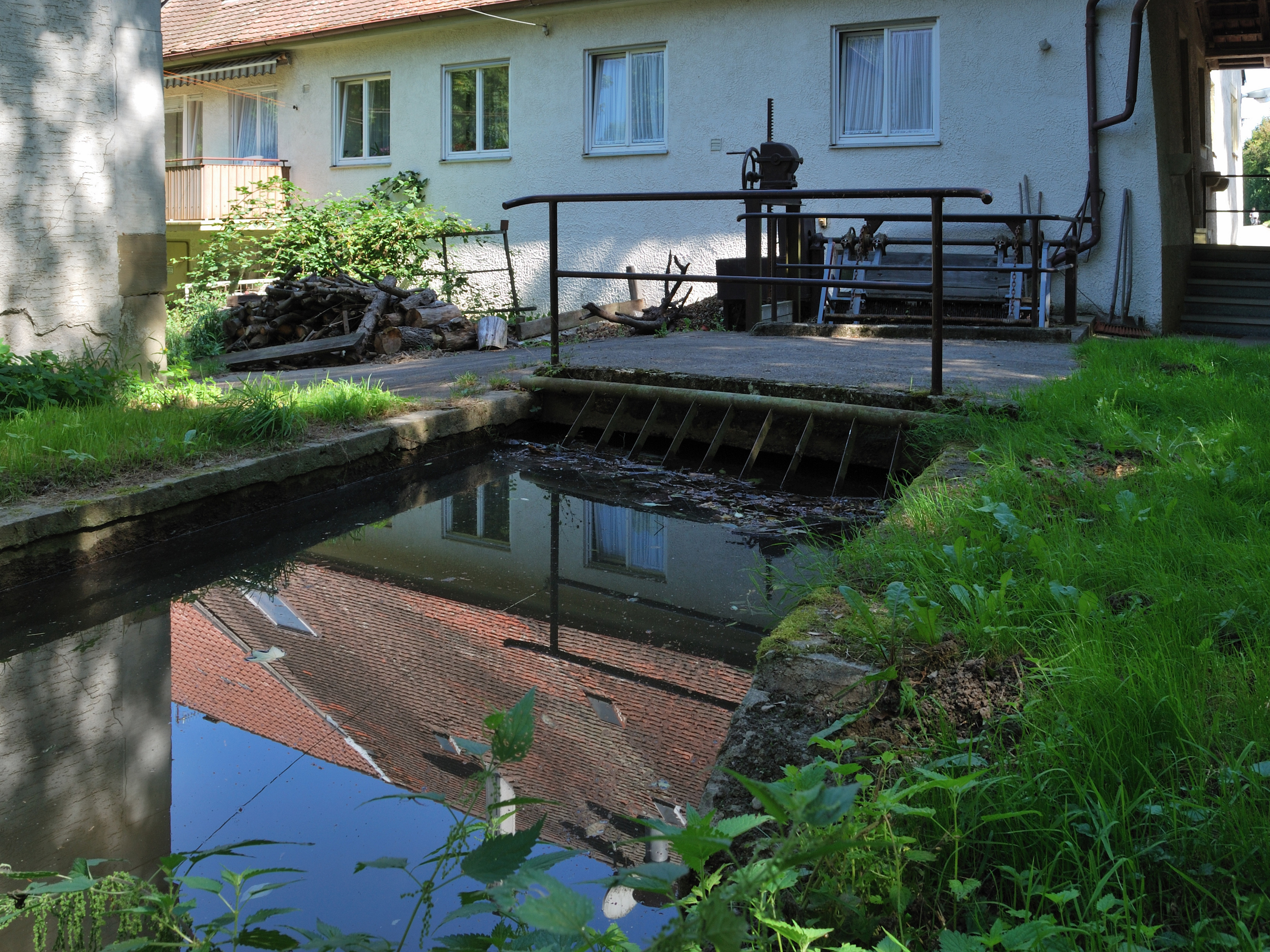
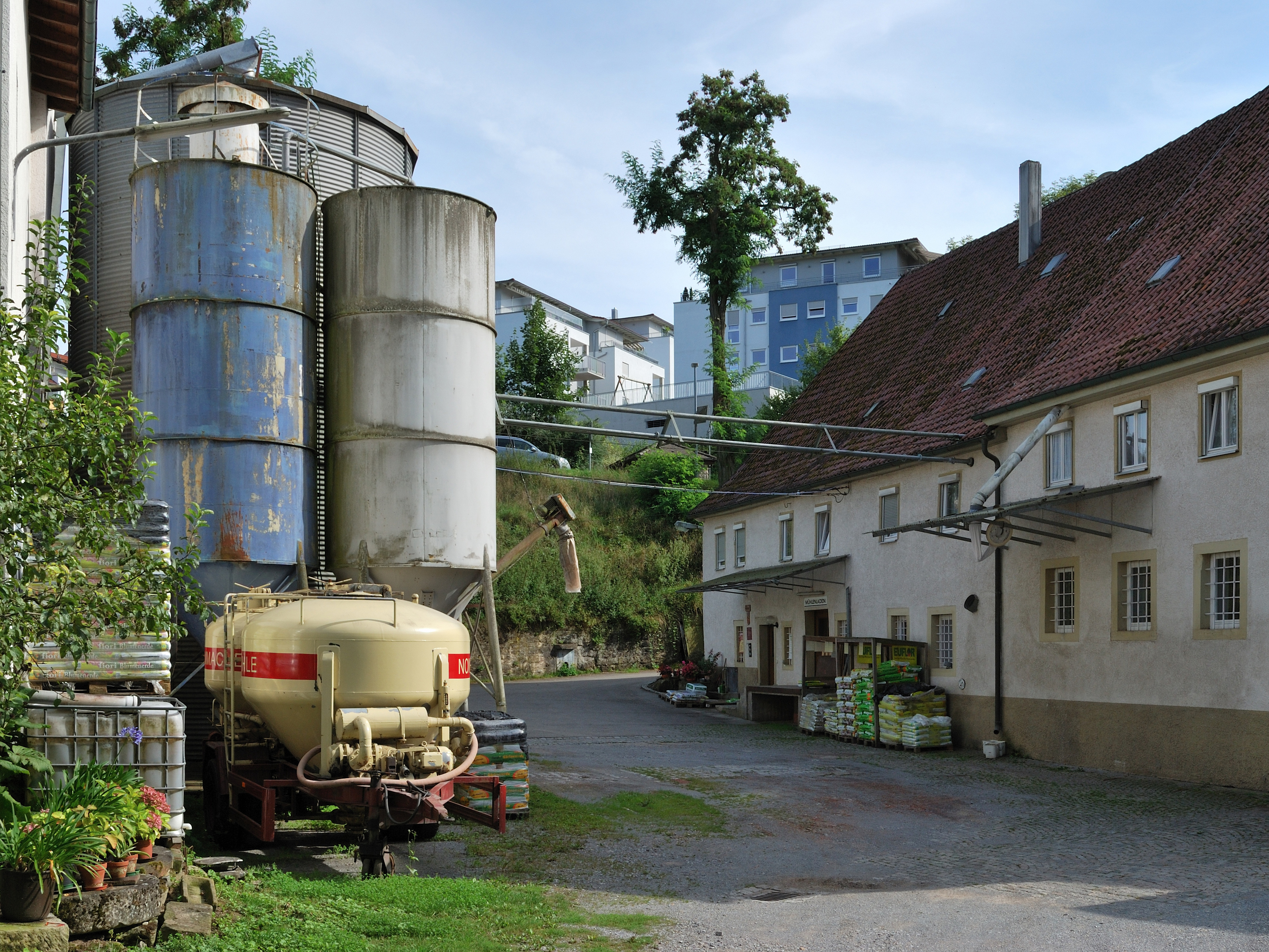